# Prima che venga l'inverno
Prima che venga l'inverno (Before Winter Comes) è un film del 1969 diretto da J. Lee Thompson.

## Trama
Al termine della seconda guerra mondiale il maggiore inglese Giles Burnside viene assegnato ad un campo di prigionia austriaco con l'incarico di traduttore, a causa della sua ottima conoscenza delle lingue. Giunto sul posto si ritrova a dover gestire il futuro dei membri del campo, prossimi alla liberazione ma con vari problemi per il rimpatrio.